# St. Laurentius (Oberdollendorf)

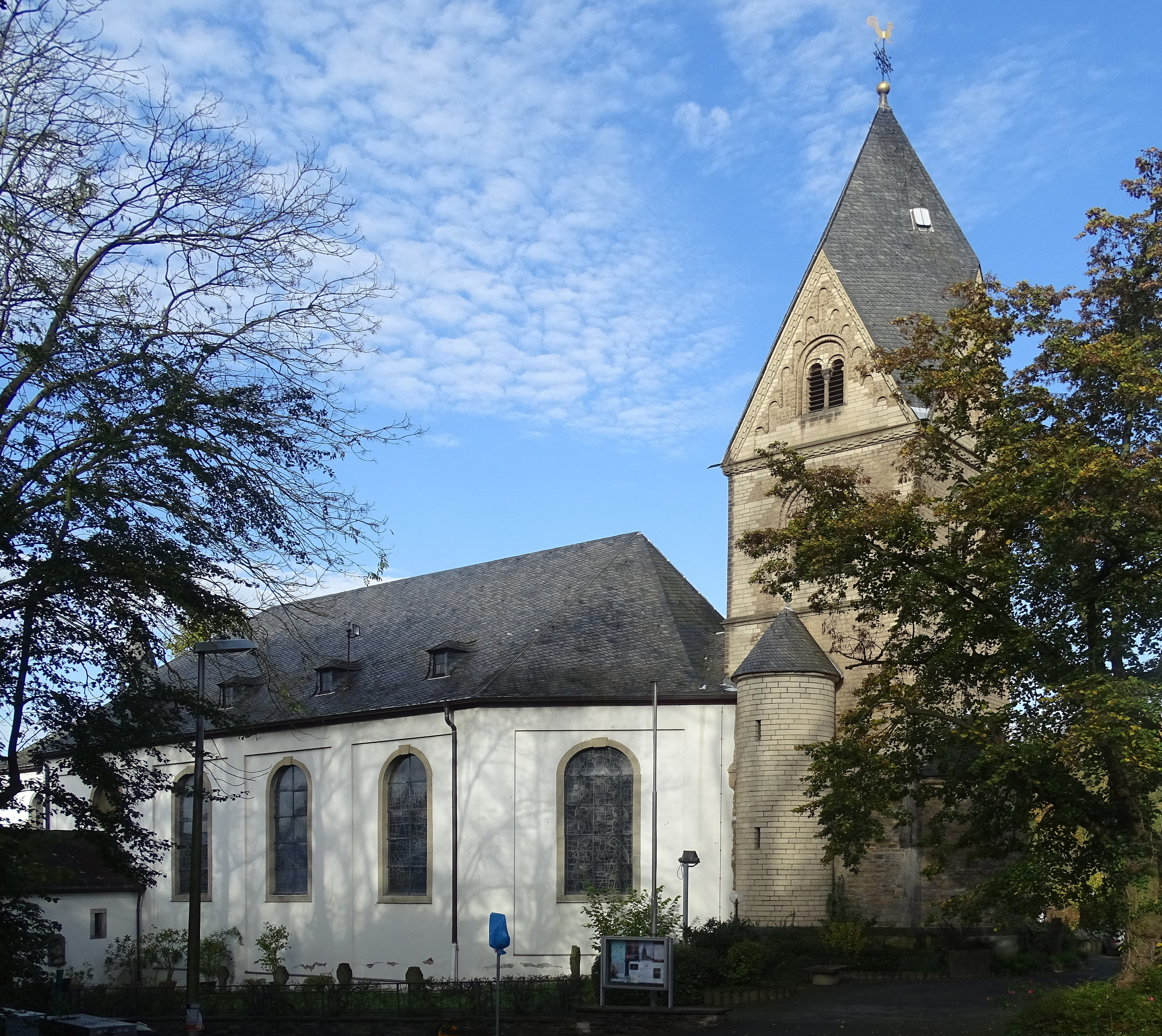
St. Laurentius (2014)

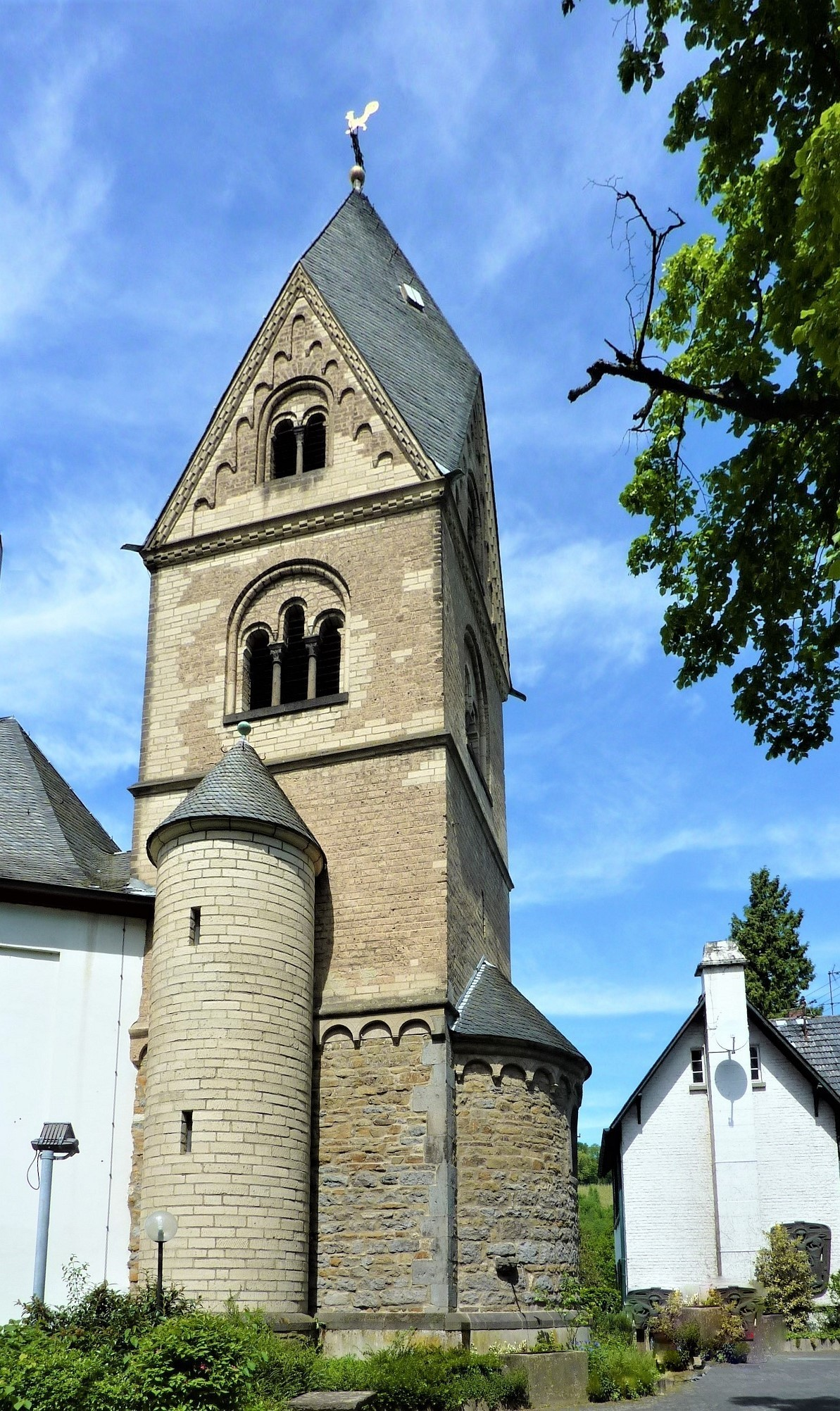
Der romanische Chorturm mit Halbkreisapsis (2015)

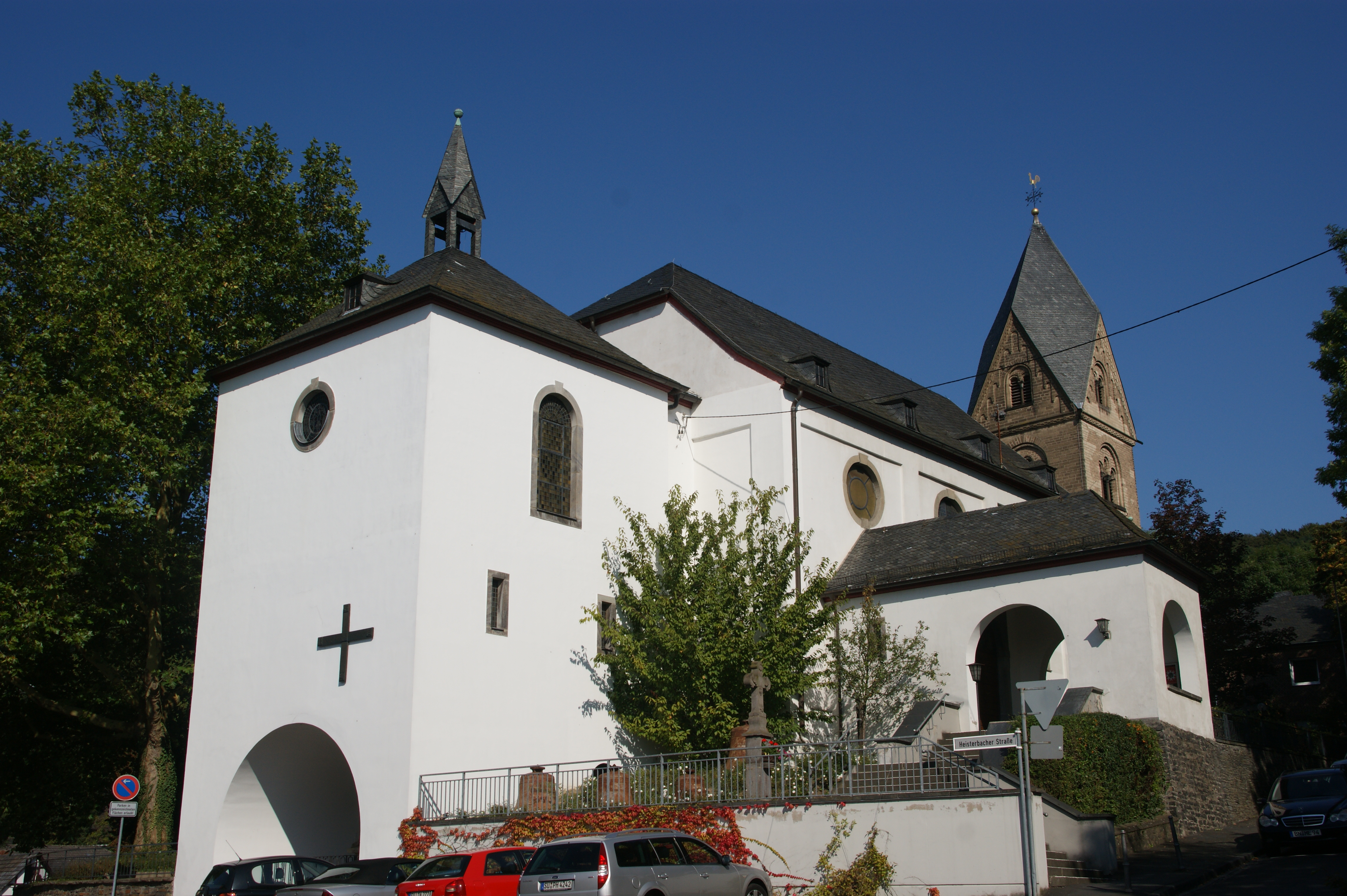
Rückseite von St. Laurentius

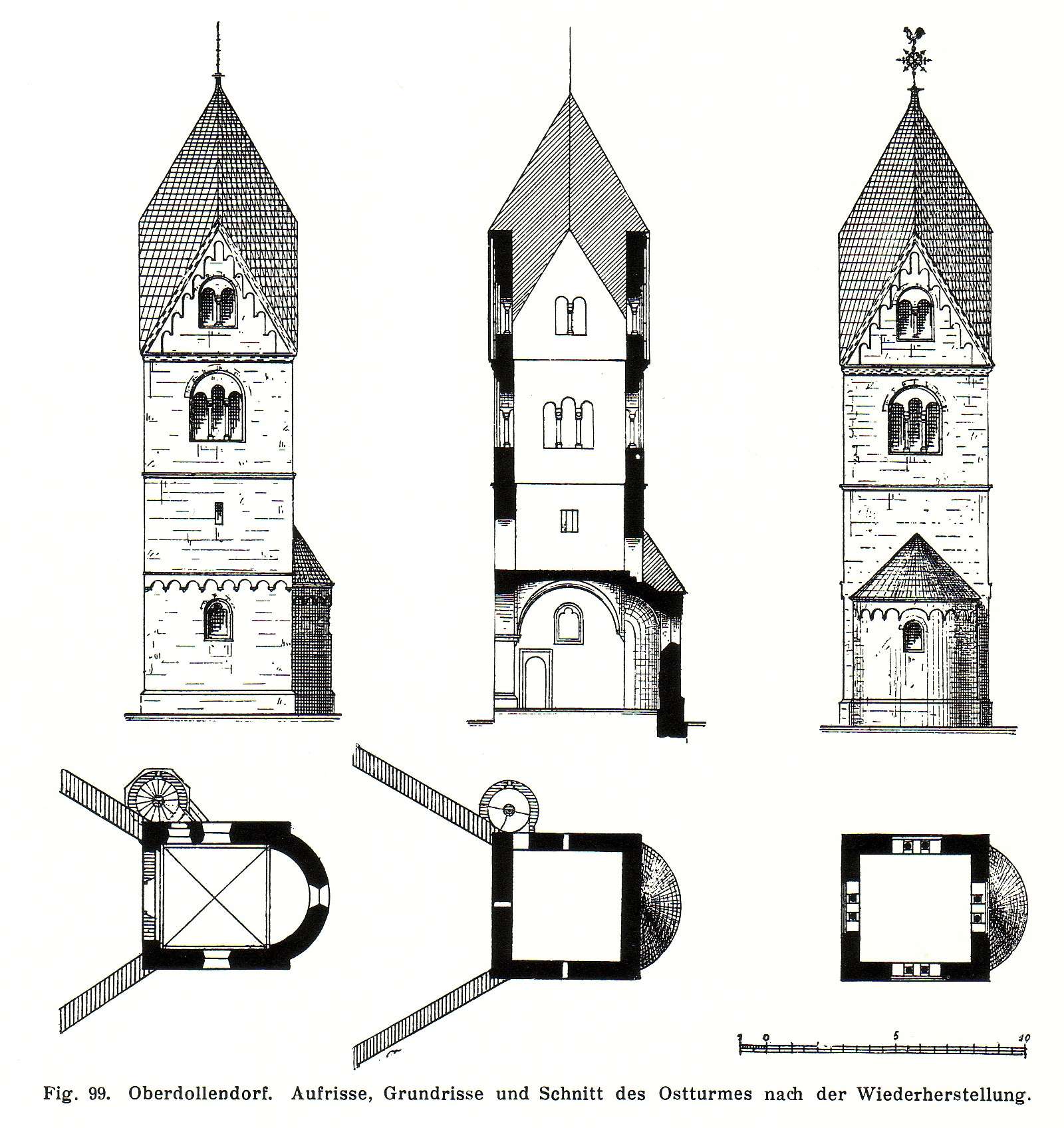
Aufriss, Grundrisse und Schnitt des romanischen Chorturms

Die römisch-katholische Pfarrkirche St. Laurentius in Oberdollendorf, einem Stadtteil von Königswinter, besteht aus einer romanischen Ostturmanlage, einem Kirchenschiff von 1792 und Erweiterungen der Nachkriegszeit. Sie steht als Baudenkmal unter Denkmalschutz.

## Lage
Das Kirchengebäude liegt in Randlage oberhalb des Ortskerns an der Ecke Heisterbacher Straße (Landesstraße 268)/Rennenbergstraße auf 77,81 m ü. NN. Die derzeitige Straßenführung um die Kirche besteht seit etwa 1870, als die südlich vorbeiführende heutige Rennenbergstraße in ihrer Funktion als Teil der Straßenverbindung zwischen Niederdollendorf und Oberpleis durch die damals neuangelegte heutige Heisterbacher Straße an der Nordseite der Kirche ersetzt wurde.:209

## Geschichte
Oberdollendorf verfügt über eine seit 1144 urkundlich belegbare Kirche, die damals mit Kollation und Zehnt zum Stift Vilich gehörte. Der heilige Laurentius, der seit dem 10. Jahrhundert im Gebiet des heutigen Deutschland verehrt wurde, gilt als möglicher Hinweis auf die Entstehung des ersten Oberdollendorfer Kirchbaus in dieser Zeit. Definitiv aus dem frühen 13. Jahrhundert stammt jedoch ein Kirchturm, der 1728 repariert wurde. 1730 folgten Arbeiten am Kirchenschiff. Im Jahre 1731 hatte das Gebiet der Pfarrgemeinde Oberdollendorf einschließlich Römlinghovens 600, fast alle katholische, Einwohner. 1750 entstand ein erstes Pfarrhaus (Heisterbacher Straße 156), ein Fachwerkbau auf massivem Erdgeschoss. 1771 wurde der Hochaltar abgerissen.
Ende des 18. Jahrhunderts wurde die Oberdollendorfer Kirche wegen Baufälligkeit geschlossen. Das Stift Vilich wurde von einem Vertreter des Herzogtums Berg dazu verpflichtet, einen Neubau zu errichten. Die neue, einfach gehaltene Saalkirche wurde unter Erhaltung des romanischen Chorturms 1792 fertiggestellt. 1852 ersetzte ein neu angelegter Friedhof außerhalb des Dorfes als Begräbnisstätte den an die Pfarrkirche angrenzenden Kirchhof. 1896 wurde das Dach des Turms ersetzt, die an dessen Nordseite angebrachte Treppe durch ein schmales Treppentürmchen. Die große Bevölkerungszunahme seit der zweiten Hälfte des 19. Jahrhunderts führte zu Neubauplänen, die durch Krieg, Inflation und Weltwirtschaftskrise verhindert wurden. 1924 wurde vor der Kirche ein Kriegerehrenmal für die Gefallenen des Ersten Weltkriegs geschaffen. 1949/50 und erneut 1955/56 kam es zu Erweiterungen und Umbauten der Kirche, 1964/65 zum Bau eines neuen Pfarrhauses (Rennenbergstraße 1).
Im September 2012 begann eine umfassende Sanierung der Kirche, Anlass waren Feuchtigkeitsschäden. Die Sanierung erfolgte in drei Bauabschnitten und erforderte insgesamt 2,3 Millionen Euro. Der Turm, der als ältester Teil des Gebäudes aus dem 13. Jahrhundert stammt, wurde im Spätsommer 2015 renoviert. Der Schimmelpilzbefall im Gebäudeinnern wurde beseitigt und das Schieferdach erneuert. Die Orgelempore wurde entfernt, die Orgel steht nun im freien Raum und kann zur Vermeidung erneuten Schimmelbefalls von der Rückseite her beheizt werden. Haupt- und Seitenschiff wurden durch zwei neue Pfeiler optisch voneinander getrennt, so dass kleinere Gottesdienste künftig auch im Seitenschiff stattfinden können. Im hinteren Bereich des Seitenschiffes entstand ein neuer Beichtraum. Außen- und Innenputz wurden komplett entfernt. Am 12. August 2017 erfolgten die Wiedereröffnung und die Konsekration eines neuen Altars im Rahmen eines Pontifikalamts durch den Kölner Erzbischof Woelki.

## Baubeschreibung
Der nach Osten ausgerichtete Chorturm ist dreigeschossig und romanischer bzw. mittelalterlicher Herkunft. Sein Errichtungszeitraum und der seiner Apsis werden auf den Beginn des 13. Jahrhunderts datiert. St. Laurentius gehört wie St. Michael in Niederdollendorf in die Gruppe der Chorturmkirchen im Umfeld der zum Stift Vilich gehörenden Pfarrkirchen. Die Saalkirche ist unverputzt, ihr Sockel ist aus Grauwackebruchsteinen zusammengesetzt. Das Mauerwerk im Erdgeschoss besteht aus Bruchsteinen, es wurde bei Renovierungen einschließlich der Apsis komplett erneuert. Im zweiten und dritten Geschoss wurde als Baumaterial Tuff verwendet. Im dritten Geschoss sind Rundbogenrahmen vier größere Schallfenster an jeder Turmseite aufgesetzt, die von gestaffelten Dreierbögen geziert werden. Das Untergeschoss des Turms, ein Kreuzgratgewölbe, ist baulich in sich abgeschlossen und hat die Bezeichnung St.-Sebastianuskapelle.
Das Langhaus war ursprünglich einschiffig und besitzt heute mehrere Seitenschiffe sowie große Rundbogenfenster. Eine turmartige Erweiterung des Langhauses nach Westen zur Heisterbacher Straße, in der eine Leichenhalle sowie in einer zur Straße offenen Nische ein neues Kriegerehrenmal (vollendet 1953) untergebracht wurden, stammt aus den Jahren 1949/50. Der Haupteingang wurde in dieser Zeit in einen neuen Vorbau von der West- an die Südseite verlegt. Das nördliche Seitenschiff sowie die Sakristei sind im folgenden Anbau aus den Jahren 1955/56 hinzugefügt worden. Die Kirchenhalle umfasst einen dreiseitigen Chor sowie eine Spiegeldecke.
Der ehemalige Kirchhof beinhaltet seit einer vor 1988 abgeschlossenen Neugestaltung einige, überwiegend in Trachyt ausgeführte Grabkreuze aus dem 17. und 18. Jahrhundert, die teils qualitätvolle Reliefs zeigen. Vor der westlichen Erweiterung des Langhauses befindet sich ein Missionskreuz aus dem Jahre 1858 und an der Nordseite zur Heisterbacher Straße ein erneuertes Wegekreuz aus Trachyt ohne Inschrift und Korpus.:210 Am neuen Pfarrhaus (Rennenbergstraße 1) gegenüber dem Kirchturm steht ein Wegestock aus Trachyt von 1781, das 1976 vom Aufstieg zum Petersberg (Straße An der Luhs) hierherversetzt wurde und nach oben hin statt des ursprünglichen Kreuzaufsatzes aus Stein durch ein schlichtes Eisenkreuz abgeschlossen wird.:214

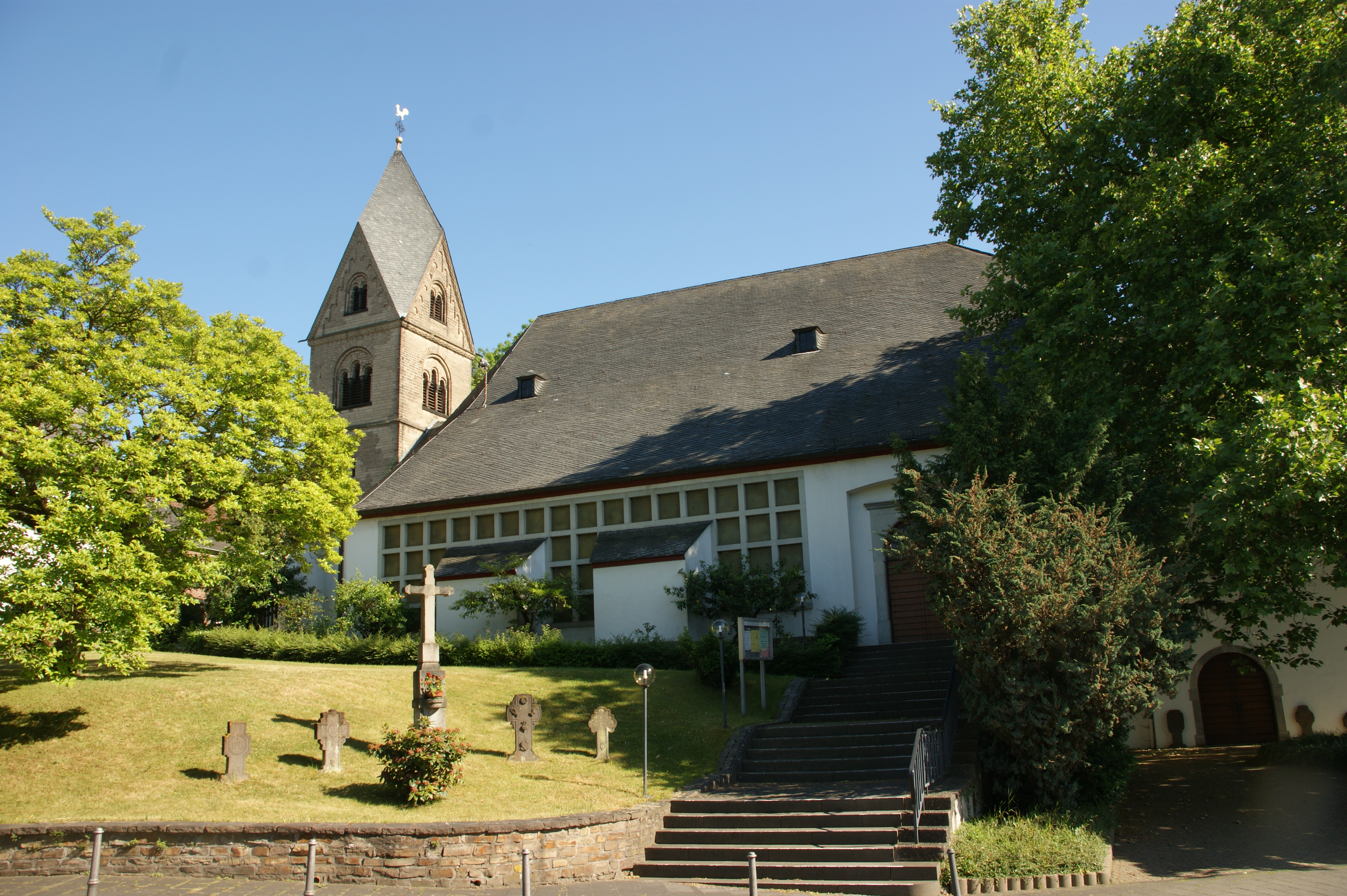
Ansicht zur Heisterbacher Straße
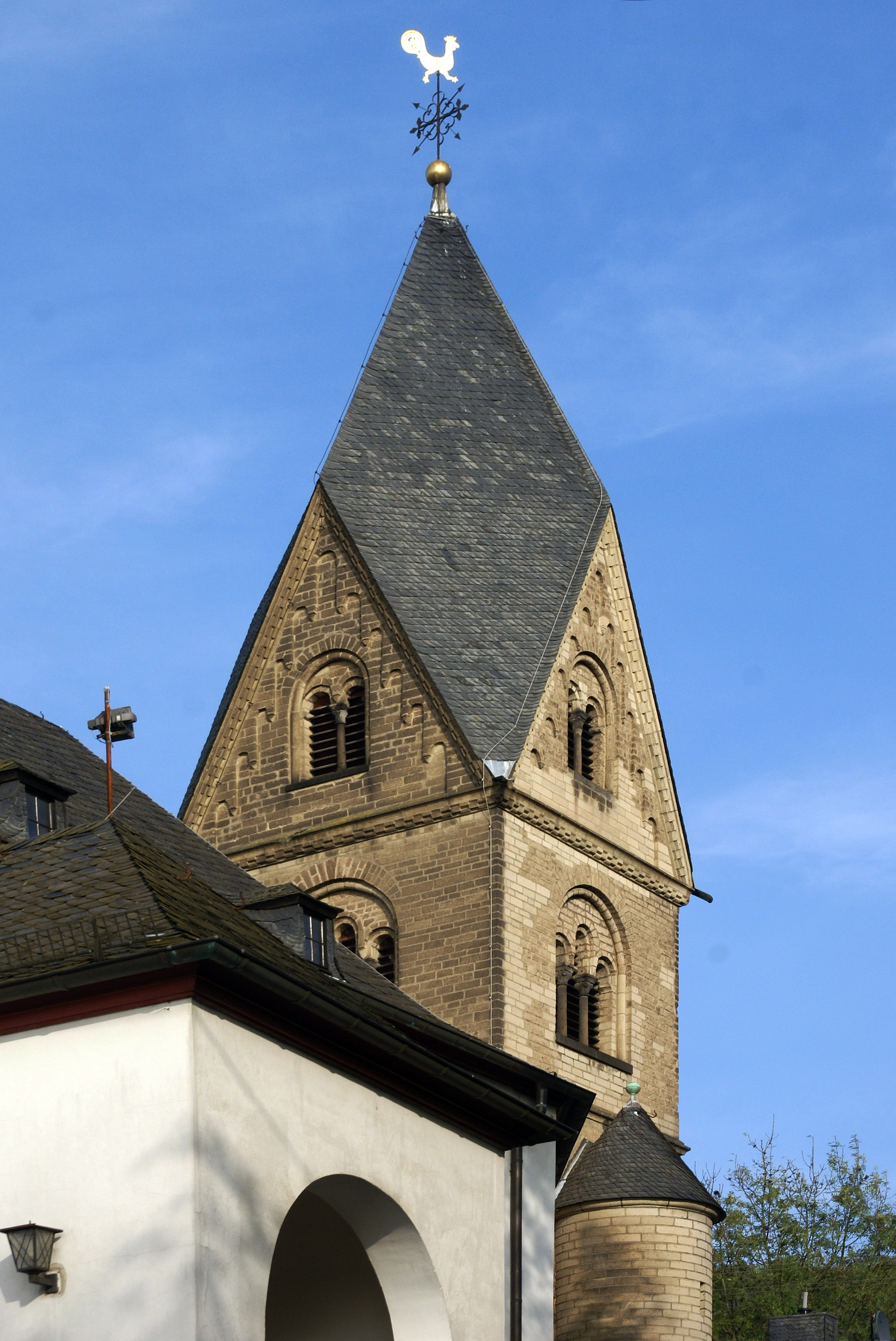
Teilansicht
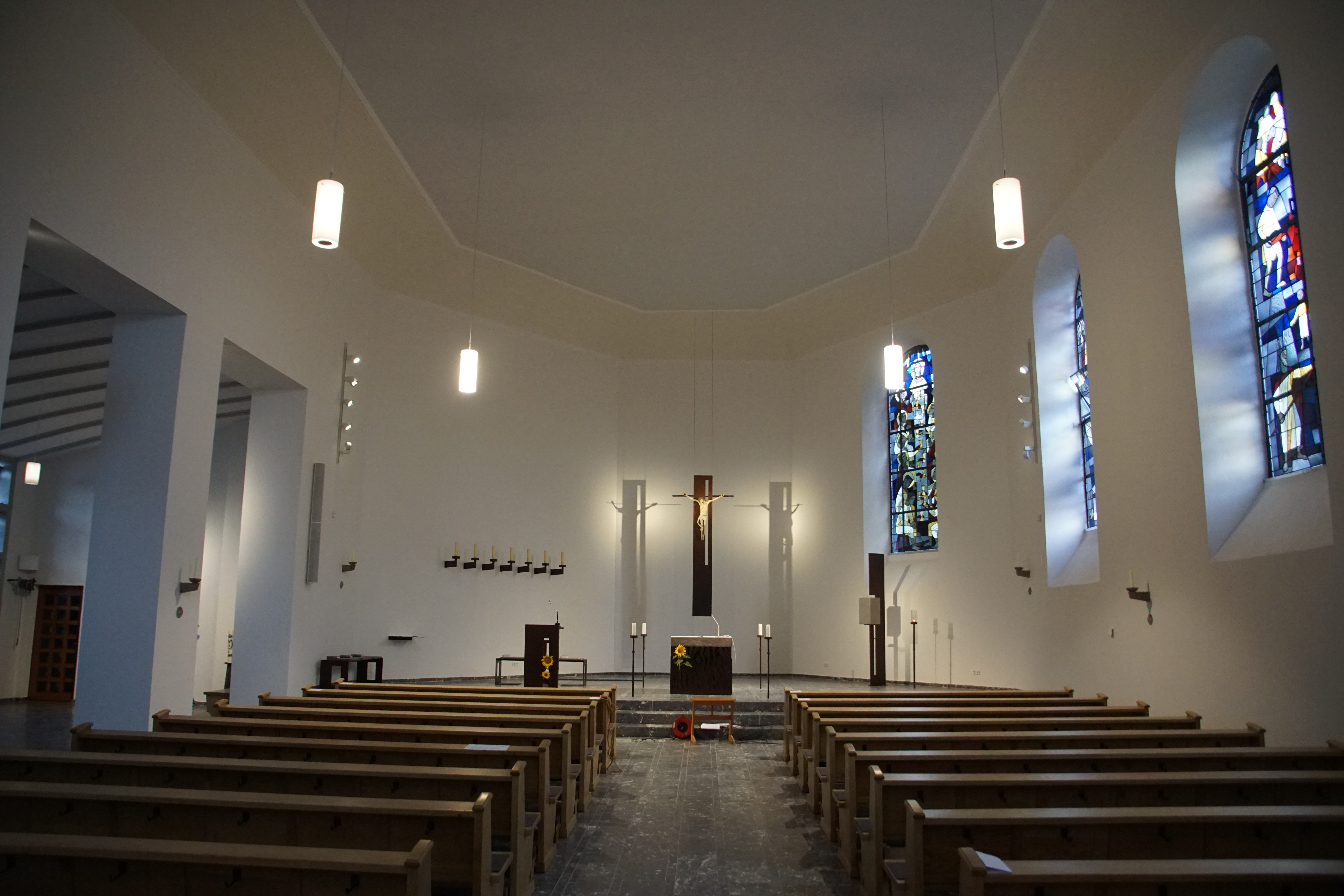
Innenansicht
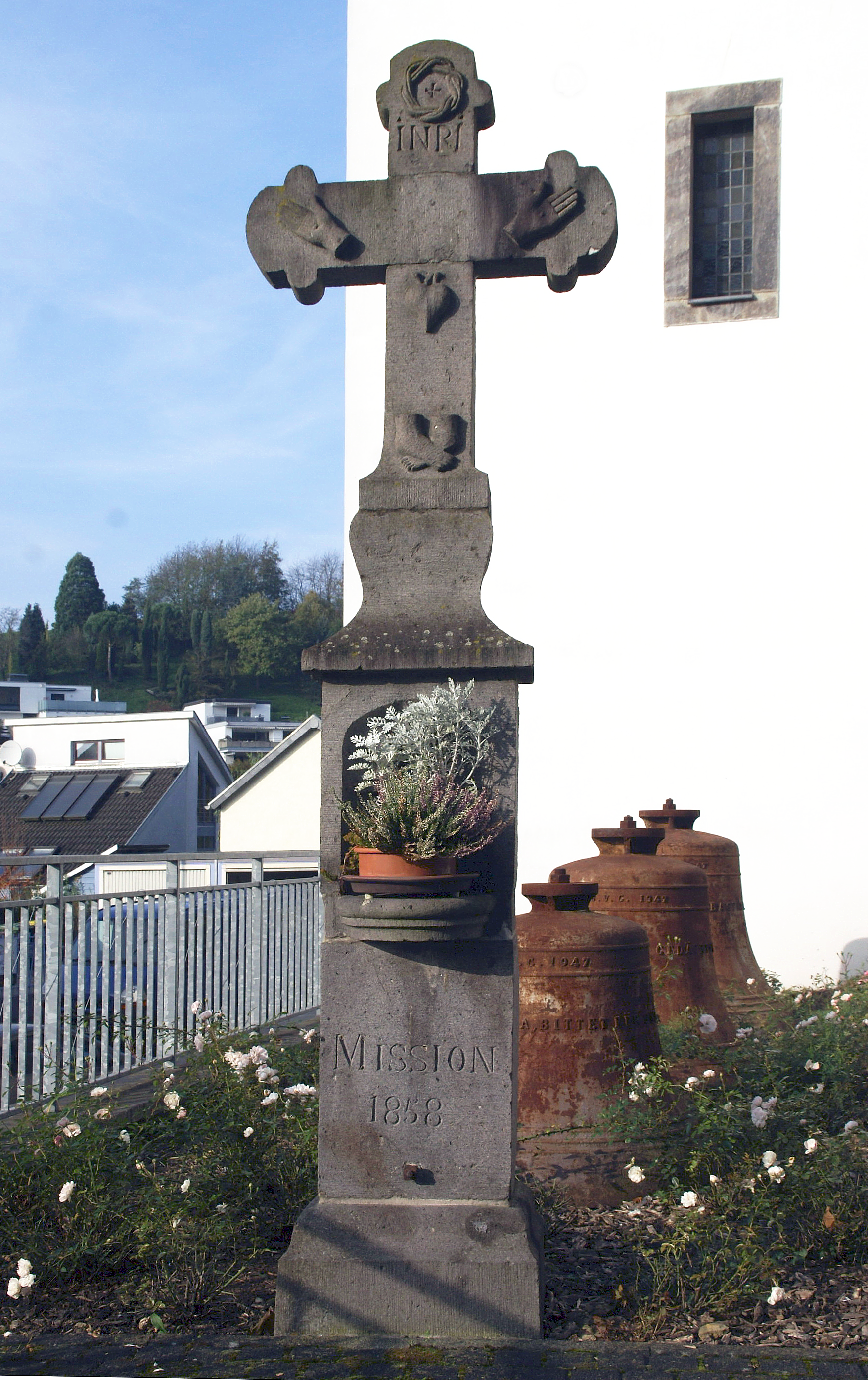
Missionskreuz von 1858
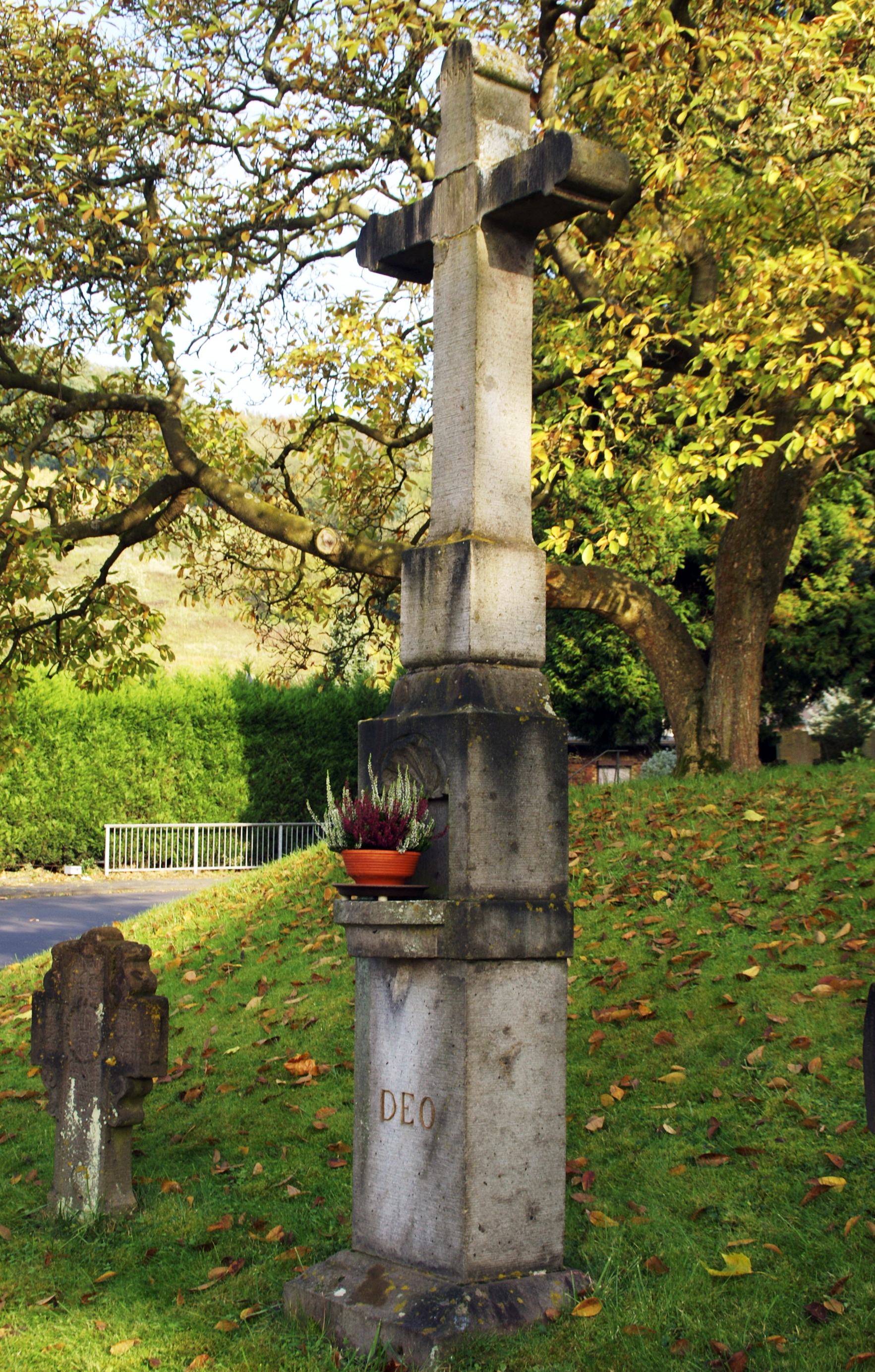
Wegekreuz aus Trachyt
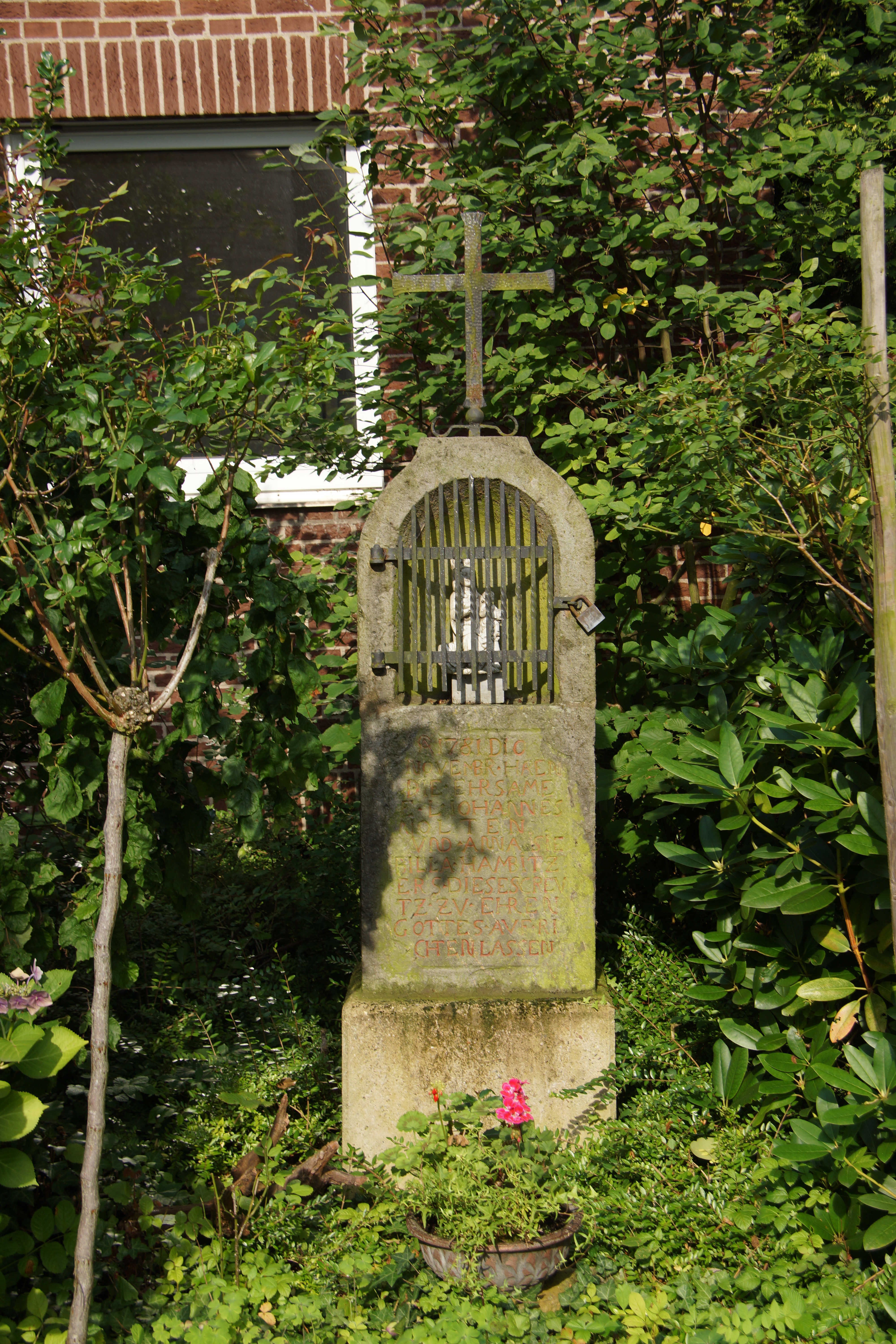
Wegestock von 1781

## Orgel
Das heutige Instrument wurde 1975 durch die Firma Orgelbau Weimbs aus Hellenthal grundlegend verändert. Die Orgel hat elektrische Trakturen, einen freistehenden Spieltisch und 25 klingende Register. Eine Vielzahl der Register stammen noch von der alten Orgel von Eberhard Friedrich Walcker (1901).
| I Hauptwerk C–g3 |       |
| Bordun           | 16′   |
| Prinzipal        | 8′    |
| Hohlflöte        | 8′    |
| Viola            | 8′    |
| Oktav            | 4′    |
| Rohrflöte        | 4′    |
| Nasard           | 2 ⁄3′ |
| Waldflöte        | 2′    |
| Mixtur IV-V      | 1 ⁄3′ |
| Trompete         | 8′    |

| II Positiv C–g3   |       |
| Holzgedackt       | 8′    |
| Vox coelestis II  | 8′    |
| Prinzipal         | 4′    |
| Flöte             | 4′    |
| Prinzipal         | 2′    |
| Quinte            | 1 ⁄3′ |
| Sesquialter I-III | 2 ⁄3′ |
| Scharff IV        | 1′    |
| Rohrschalmey      | 8′    |
| Tremulant         |       |

| Pedal C–f1     |       |
| Subbass        | 16′   |
| Prinzipalbass  | 8′    |
| Bartpfeife     | 8′    |
| Choralbass     | 4′    |
| Rauschbass III | 2 ⁄3′ |
| Stillposaune   | 16′   |

- Koppeln: II/I, I/P, II/P (auch als Pistons)
- Spielhilfen: Zwei freie Kombinationen, Handregister, Zungenabsteller, Tutti, Auslöser

## Glocken
Die Pfarrkirche St. Laurentius beherbergt insgesamt fünf Glocken. Vier von ihnen hängen im Ostturm, von der Glockengießerei Mabilon aus Saarburg im Jahre 1989 gegossen. Im Dachreiter befindet sich eine kleine Glocke aus der 2. Hälfte des 12. Jahrhunderts von einem anonymen Gießer. Vor der Kirche sind die alten Stahlglocken der Nachkriegszeit abgestellt.
| Nr. | Name       | Durchmesser (mm, ca.) | Masse (kg, ca.) | Schlagton (HT-1/16) |
| 1   | Maria      | 1400                  | 1650            | d1 –1               |
| 2   | Laurentius | 1240                  | 1150            | e1 –1               |
| 3   | Sebastian  | 1040                  | 680             | g1 ±0               |
| 4   | Bernhard   | 930                   | 480             | a1 ±0               |
| 5   |            | 395                   | 35              | d3 –4               |